# Закінф
Закінт — один з Іонічних островів. Столиця острова — місто Закінтос.

## Географія

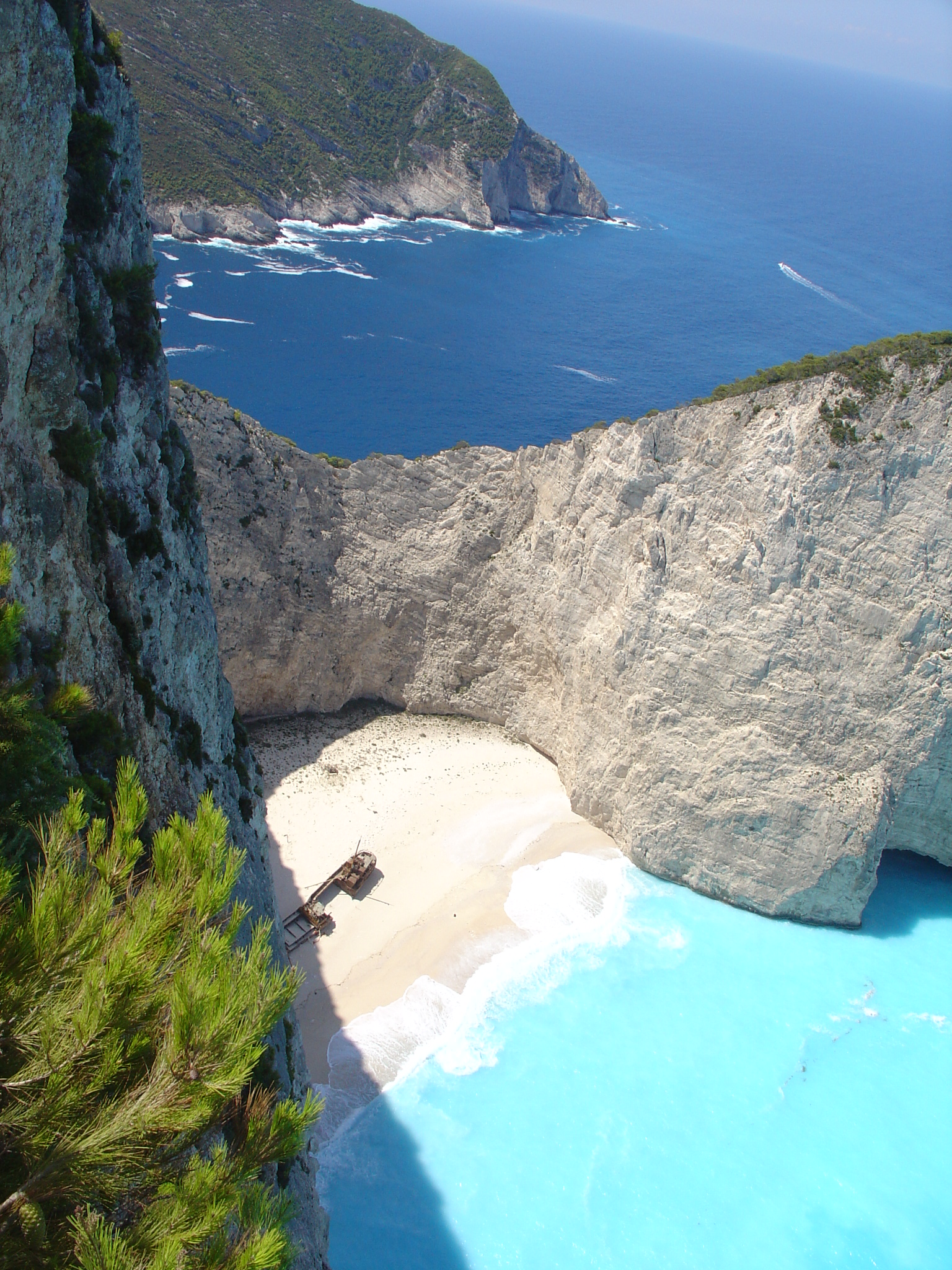
Бухта Навайо

Острів Закінтос розташований на півдні групи Іонічних островів. Східна частина острова складається з родючої рівнини, західна вкрита пагорбами. На острові відчувається значний брак води. Також тут часто відбуваються землетруси.
Острів Закінтос є природним заповідником міжнародного значення — єдиний серед грецьких островів. Статус цей він отримав тому, що відкриває світу відразу декілька унікальних пам'яток природи. Найвідомішою серед них мальовнича бухта Навайо, що по праву є одною з візитівок Греції.

## Історія
Назва острова походить від імені сина напівміфічного царя Трої Дардана, який заснував тут перше поселення.
В давнину Закінтос був колонізований ахейськимм вихідцями з Пелопоннесу, становив самостійну республіку, пізніше був під панування Македонії, а потім — Риму.
Венеційці, що залишили по собі фортецю, дуже любили Закінтос та називали його «Квіткою сонця, що сходить».
У середні та нові віки ділив долю решти Іонійських островів, разом з якими у 1864 р. був приєднаний до Королівства Греції.

## Персоналії
- Андреас Калвос — грецький поет 19 століття.
- Рід Капністів — засновник роду Стомателло Капніссос був вихідцем острова[1].